# Redamo och Sackholm
Redamo och Sackholm med Vansor och Lodos är en ö nära Högsar i Nagu,  Finland. Den ligger i Skärgårdshavet i Pargas stad i den ekonomiska regionen  Åboland i landskapet Egentliga Finland, i den sydvästra delen av landet. Ön ligger omkring 3 kilometer sydost om Högsar, 8 kilometer söder om Nagu kyrka, 42 kilometer sydväst om Åbo och omkring 170 kilometer väster om Helsingfors. Närmaste allmänna förbindelse är förbindelsebryggan vid Ytterstholm som trafikeras av M/S Cheri.
Öns area är 4,86 kvadratkilometer och dess största längd är 4,8 kilometer i öst-västlig riktning. De sammansmälta skären innesluter en inte helt obetydlig insjö som enligt kartan kallas Västerholmarna.

## Sammansmälta delöar
- Redamo 60°07′22″N 21°53′17″Ö / 60.12275°N 21.88803°Ö
- Sackholm 60°07′08″N 21°50′29″Ö / 60.11902°N 21.84138°Ö
- Vansor 60°07′30″N 21°49′18″Ö / 60.12495°N 21.82156°Ö
- Lodos 60°07′09″N 21°52′10″Ö / 60.11914°N 21.86946°Ö

## Klimat
Inlandsklimat råder i trakten. Årsmedeltemperaturen i trakten är 6 °C. Den varmaste månaden är augusti, då medeltemperaturen är 17 °C, och den kallaste är januari, med −4 °C.